# Gravermarka
Gravermarka este o localitate din comuna Vågan, provincia Nordland, Norvegia, cu o populație de 60 locuitori (2013).